# Olympische Sommerspiele 1968/Teilnehmer (Iran)
| Gelbes Symbol für Goldmedaillen mit stilisierten Olympischen Ringen | Graues Symbol für Silbermedaillen mit stilisierten Olympischen Ringen | Braundes Symbol für Bronzemedaillen mit stilisierten Olympischen Ringen |
| ------------------------------------------------------------------- | --------------------------------------------------------------------- | ----------------------------------------------------------------------- |
| 2                                                                   | 1                                                                     | 2                                                                       |

Iran nahm an den Olympischen Sommerspielen 1968 in Mexiko-Stadt mit einer Delegation von 14 männlichen Athleten an 14 Wettkämpfen in drei Sportarten teil.
Die iranischen Athleten gewannen zwei Gold-, eine Silber- und zwei Bronzemedaillen. Olympiasieger wurden der Gewichtheber Mohammad Nassiri im Bantamgewicht und der Freistilringer Abdollah Movahed im Leichtgewicht. Fahnenträger bei der Eröffnungsfeier war der Ringer Abolfazl Anvari.

## Teilnehmer nach Sportarten

### Gewichtheben
- Mohammad Nassiri
Bantamgewicht: Gold

- Nasrollah Dehnavi
Federgewicht: 6. Platz

- Parviz Jalayer
Leichtgewicht: Silber

- Daniel Gevargiz Nejad
Mittelgewicht: ohne gültigen Versuch

### Leichtathletik
Männer
- Joe Kashmiri
Diskuswurf: 20. Platz

### Ringen
- Hossein Moarreb
Federgewicht, griechisch-römisch: in der 3. Runde ausgeschieden

- Mohammad Ghorbani
Fliegengewicht, Freistil: 7. Platz

- Aboutaleb Talebi
Bantamgewicht, Freistil: Bronze

- Shamseddin Seyed Abbasi
Federgewicht, Freistil: Bronze

- Abdollah Movahed
Leichtgewicht, Freistil: Gold

- Ali Mohammad Momeni
Weltergewicht, Freistil: 4. Platz

- Mansour Mehdizadeh
Mittelgewicht, Freistil: in der 1. Runde ausgeschieden

- Moslem Eskandar-Filabi
Halbschwergewicht, Freistil: in der 3. Runde ausgeschieden

- Abolfazl Anvari
Schwergewicht, Freistil: in der 4. Runde ausgeschieden